# Политически клуб „Екогласност“
Политически клуб „Екогласност“ се създава през март 1990 г., но се регистрира официално на 23 април 1990 г. Той произлиза от по-ранните организации на име „Независимо сдружение „Екогласност““ и „Обществен комитет за екологична защита на Русе“, създадени в самия край на 1980-те години. Членове на организацията са сред основателите на СДС и Зелената партия.
Във Великото народно събрание ПК „Екогласност“ има 17 депутати, избрани с листата на СДС. През лятото на 1991 г. те (с изключение на Едвин Сугарев и Димитър Топлийски) подписват новата конституция на България.
ПК „Екогласност“ се определя като ляво-центристко природозащитно движение и обявява за свои ценности хуманизма и човешките права. „Екогласност“ е против строежа на АЕЦ, на каскадата Горна Арда и събирането в България на токсични отпадъци. В периода 1990 – 1991 г. организацията издава и свой вестник „Екогласност“.
Ръководни органи: конференция, Изпълнителен съвет, Председателство. Председател е Емил Георгиев, известен като агент „СТАНИСЛАВ“ на Окръжно управление на МВР-ДС във Видин от 1978 г. В XXXVII народно събрание „Екогласност“ има 6 свои представители в рамките на коалиция с БСП и БЗНС Александър Стамболийски, както и министър на околната среда – Георги Георгиев, а в XXXVIII народно събрание – в рамките на коалицията Демократична левица заедно с БСП, 1 народен представител. От 2005 г. участва в „Коалиция за България“
Политически клуб „Екогласност“ е първата автентична природозащитна партия в България, пряк наследник на Обществения комитет за екологична защита на Русе от март 1988 г., Движение „Екогласност“ от февруари 1989 г. и Независимо сдружение „Екогласност“ от април 1989 г.
Партията е регистрирана по Закона за политическите партии на 23 април 1990 г. и започва своята дейност чрез парламентарната си група от 17 депутати във Великото народно събрание. През лятото на 1990 г. депутатите на ПК „Екогласност“ подписват новата Конституция на Република България, а партията напуска СДС.
ПК „Екогласност“ отстоява ценностите на хуманизма, като отделя особено внимание на човешките права. Бори се за модерно екологично законодателство, качество на живота и ефикасна защита на българската природа.
Първи председател на партията е символът на българските еколози и рицар на демокрацията в България Петър Слабаков. Следващият лидер е Стефан Гайтанджиев. Понастоящем председател е Емил Георгиев.
Ръководни органи: Конференция, Национален политически съвет, Национален изпълнителен съвет и Председателство. Към партията е изградена младежка организация, носеща името на Петър Слабаков.
Цветовете на партията са зелено и жълто. Традиционната емблема е стилизирано борово клонче, вписано в географските контури на Р България на фона на националния трибагреник. Печатът е кръгъл с надпис „Политически клуб „Екогласност“ и вътре – традиционната емблема. Празникът на партията е 8 март – датата на създаването на Обществения комитет за екологична защита на Русе, а химн е песента „Де е България?“ („Питат ли ме де ѝ зората“).
ПК”Екогласност” определя своето място в политическия живот на Р. България между центъра и левицата и има следното участие в парламентарните избори:
- през 1990 г. в изборите за Велико народно събрание в състава на движение „СДС“.
- през 1991 г. съвместно с БСДП на д-р Дертлиев като коалиция „СДС-център“;
- през 1994 и 1997 г. в състава на коалиция „Демократична левица“;
- през 2001 г. в състава на коалиция „Отечество и левица“.

Не участва в парламентарните избори през 2005 и 2009 г., но подписва меморандум за сътрудничество и подкрепа на „Коалиция за България“. Подкрепя „Коалиция за България“ и в изборите за европейски депутати през 2007 и 2009 г. През 2005 г. председателят Стефан Гайтанджиев и зам.председателят адвокат Васил Бенчев завеждат дело пред Европейския съд по правата на човека срещу България по повод отказ за регистрация на партията за изборите, във връзка с изисквания на Избирателния закон. През октомври 2012 г. ЕСъд излезе с решение срещу България за нарушени човешки права.
Участва самостоятелно или в коалиция с БСП и други леви формации във всички избори за местно самоуправление, в т.ч. и в изборите за кмет на София през 2009 г. съвместно с Партията на зелените в България като коалиция „Зелените“.
ПК “Екогласност“ участва активно в двете предизборни кампании на президента Георги Първанов, като във втората кампания председателят на партията е включен в Националния инициативен комитет за издигане кандидатурата на президента за нов мандат.
Партията работи за консолидиране на природозащитните формации и общи действия в името на зелената идея. Работи съвместно с Федерацията на потребителите в България по проблемите на българските потребители. Изграден е експертен съвет от изявени научни работници и специалисти. Води се усилена кореспонденция с държавни институции по актуални екологични проблеми. Разширява се международната дейност. Организира се посещение на лидера на европейските еколози и депутат в Европейския парламент Даниел Кон-Бендит.
Всички граждани, независимо от етническа принадлежност и религиозни убеждения, могат да се присъединят към каузата по опазване на красивата българска природа.
В XLII народно събрание и в XLVII народно събрание има по един народен представител - Емил Георгиев.

## Председатели
От 1989 до 1995 г. е Петър Слабаков, от 1995 до 2006 г. Стефан Гайтанджиев, а днес – Емил Георгиев.